# Olethrius subnitidus
Olethrius subnitidus is een kever uit de familie van de boktorren (Cerambycidae). De wetenschappelijke naam van de soort werd voor het eerst geldig gepubliceerd in 1928 door Per Olof Christopher Aurivillius.